# Maria av Aragonien (drottning av Kastilien)
Maria av Aragonien, född omkring 1396, död 18 februari 1445, var en drottning av Kastilien, gift 1420 med Johan II av Kastilien.

## Biografi
Maria var dotter till Ferdinand I av Aragonien och Eleonora av Albequerque. 
Hon giftes bort för att fungera som agent och var stundtals politiskt ombud för sina bröders räkning, vilkas intressen hon prioriterade framför makens, något som skapade en spänd relation med maken.   